# 아이소니코틴산
아이소니코틴산(영어: isonicotinic acid)은 화학식이 C5H4N(CO2H)인 유기 화합물이다. 4-피리딘카복실산(영어: 4-pyridinecarboxylic acid) 또는 피리딘-4-카복실산(영어: pyridine-4-carboxylic acid)이라고도 한다. 아이소니코틴산은 4번 위치에 카복실기가 있는 피리딘 유도체이다. 아이소니코틴산의 이성질체로 2번 위치에 카복실기가 있는 피콜린산과 3번 위치에 카복실기가 있는 니코틴산이 있다.

## 유도체
아이소니코틴산이란 용어는 아이소니코틴산의 유도체에 대해서도 느슨하게 사용되는 용어이다. 하이드라자이드 유도체로는 아이소니아지드, 이프로니아지드 및 니알아마이드가 있다. 아마이드 및 에스터 유도체에는 에싸이온아마이드 및 덱사메타손 아이소니코티네이트가 있다.

## 같이 보기
- 피리딘카복실산
- 피콜린산 (2-피리딘카복실산)
- 니코틴산 (3-피리딘카복실산, 니아신으로도 알려져 있음)